# Jaden Smith

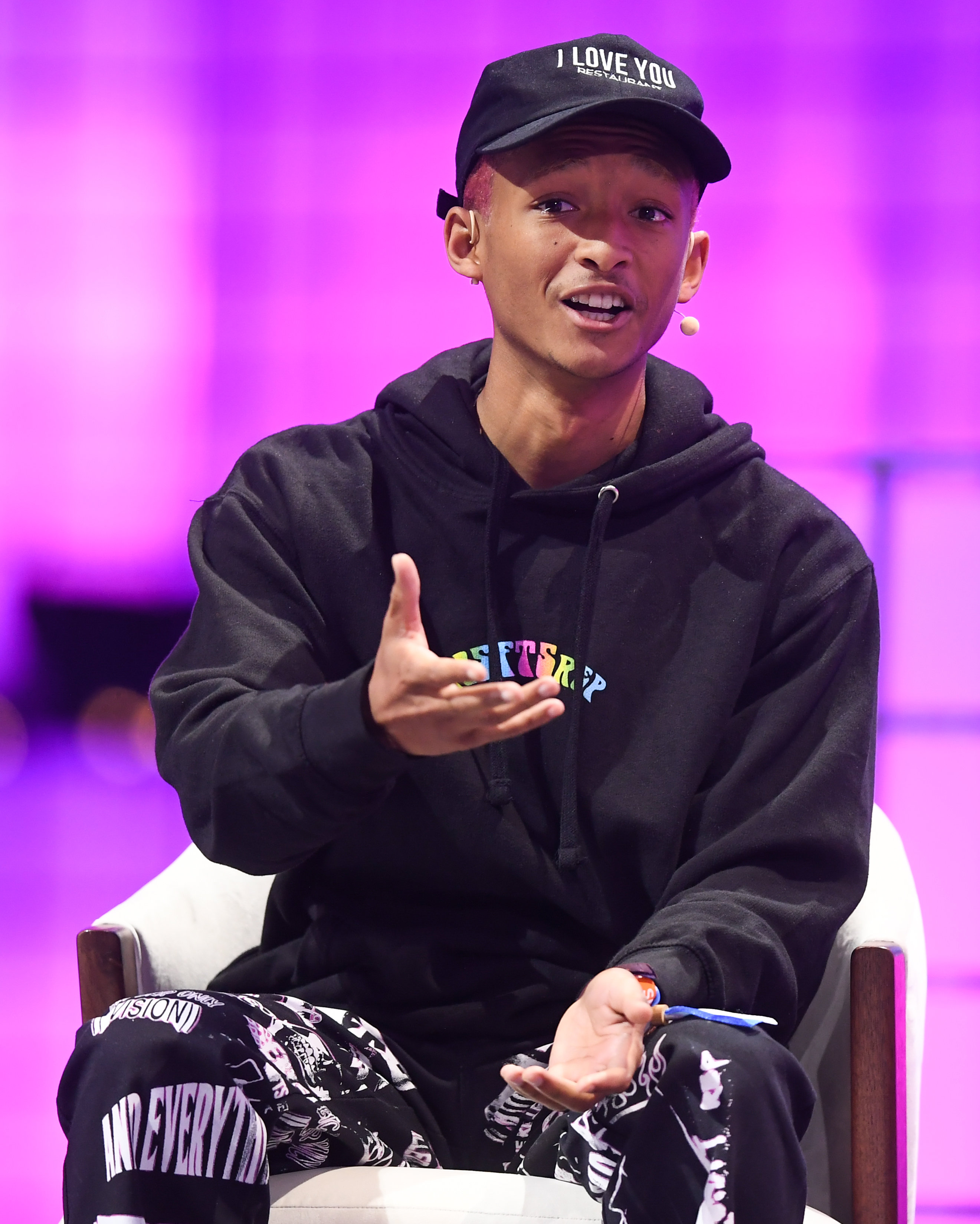
Jaden Smith (2019)

Jaden Christopher Syre Smith (* 8. Juli 1998 in Malibu, Kalifornien, nach anderen Quellen in Los Angeles, Kalifornien), als Musiker meist nur Jaden, ist ein US-amerikanischer Schauspieler und Rapper. Weltweit bekannt wurde er insbesondere durch seine Rolle als Christopher im Film Das Streben nach Glück, in dem er neben seinem Vater Will Smith spielte, und durch die des Dre Parker in Karate Kid. Im Jahr 2016 wurde Jaden Smith das neue Gesicht der Frühjahr/Sommer-Kampagne des französischen Modehauses Louis Vuitton und im November 2017 veröffentlichte er sein Debütalbum Syre.

## Leben und Karriere
Jaden Smith wurde im Juli 1998 in Los Angeles im US-Bundesstaat Kalifornien als Sohn des Schauspielers Will Smith und der Schauspielerin Jada Pinkett Smith geboren. Er ist der Bruder der Sängerin Willow Smith und Halbbruder von Trey Smith. Er bekam Hausunterricht, besuchte aber auch die New Village Leadership Academy in Calabasas, die von seinen Eltern mitgegründet wurde.
Von 2015 bis 2017 befand sich Jaden Smith in einer Beziehung mit dem Model Sarah Snyder.

### Schauspielkarriere
Sein Schauspieldebüt gab er in der UPN-Sitcom All of Us, wo er für sechs Episoden die Rolle des Reggie übernahm. Zuvor hatte er bereits im Film Men in Black II einen kurzen Cameo-Auftritt mit seinem Halbbruder Trey. 2006 war er in dem Film Das Streben nach Glück an der Seite seines Vaters zu sehen, wobei beide ebenfalls Vater und Sohn spielten. Für diese Rolle gewann er bei den MTV Movie Awards 2007 den Award als Bester Newcomer. Bei der Oscarverleihung 2007 präsentierte er zusammen mit Abigail Breslin die Awards für den besten animierten Kurzfilm und für den besten Kurzfilm. Seine nächste Rolle hatte Smith 2008 in Scott Derricksons Science-Fiction-Film Der Tag, an dem die Erde stillstand, der eine Neuverfilmung des gleichnamigen Films aus dem Jahr 1951 darstellt.
In Harald Zwarts Martial-Arts-Film Karate Kid spielte er neben Jackie Chan eine der Hauptrollen. Dafür gewann er 2011 den Young Artist Award in der Kategorie Bester Hauptdarsteller in einem Spielfilm. 2013 war er als Kitai Raige im Science-Fiction-Film After Earth neben seinem Vater zu sehen. Auch hier spielten beide Vater und Sohn. Für seine Darbietung in diesem Film wurde er 2014 mit der Goldenen Himbeere in der Kategorie Schlechtester Schauspieler ausgezeichnet. Eine weitere Auszeichnung erhielt er zusammen mit seinem Vater in der Kategorie Schlechteste Filmpaarung.
2015 begannen die Dreharbeiten für die Netflix-Serie The Get Down. In dem 1970er Hip-Hop-Drama von Baz Luhrmann und Shawn Ryan spielt Jaden Smith die Rolle des Marcus „Dizzee“ Kipling, einem rätselhaften 18-jährigen Graffiti-Künstler aus der South Bronx. Die erste Episode wurde im Jahr 2016 ausgestrahlt. Die Serie wurde nach der ersten Staffel eingestellt.

### Musikkarriere
Bereits im Jahr 2010 wirkte Jaden Smith bei dem Soundtrack des Filmes Karate Kid mit. Danach folgten weitere Singles von Justin Bieber, bei denen auch Jaden Smith beteiligt war. Im Jahr 2012 begann Jaden, erste eigene Singles auf seinem YouTube-Kanal Official Jaden’s Channel hochzuladen und veröffentlichte noch in demselben Jahr sein erstes Mixtape The Cool Cafe: Cool Tape Vol. 1.
2014 folgte mit dem Mixtape Cool Tape Vol. 2 die Fortsetzung. Nur Wochen vor der Veröffentlichung gab er seine erste EP Prakruti heraus, die in Zusammenarbeit mit Mateo Arias, der den Alias Téo verwendet, entstanden war. Auch die im Jahr 2015 erschienene EP This Is The Album und die dazu im Vorfeld veröffentlichten Singles sind von den Einflüssen seiner Freunde aus der MSFTS-Bewegung geprägt und entstanden in Zusammenarbeit mit Willow Smith sowie den vor allem auf der Musikplattform SoundCloud vertretenen Künstlern Téo, Daniel D’artiste, itndylAn und AzZi.
Mitte November 2017 veröffentlichte Smith sein erstes Studioalbum Syre. Mitte Dezember 2017 kündigte er sein zweites Studioalbum Erys für 2018 an. Er ist ein großer Fan der Hip-Hop-Boygroup Brockhampton und hatte neben gemeinsamen Auftritten ein Feature auf deren Album Iridescence.

### MSFTSrep
Ab 2012 entwickelte sich um Jaden Smith die kreative MSFTS-Bewegung. Zunächst nur auf einen kleinen Freundeskreis beschränkt, erlangte sie Ende des Jahres 2014 hauptsächlich von Jugendlichen weltweit Aufmerksamkeit. Kern des Kollektivs bilden Jaden Smith, Willow Smith, Moisés Arias, Mateo Arias, Daniel D’artiste und dessen Bruder Dylan, die neben Musik auch Kurzfilme und Musikvideos produzieren sowie künstlerische Fotografie betreiben. Jaden Smith versucht sich zudem als Modedesigner für die eigene MSFTSrep-Modelinie.
MSFTS steht dabei für das englische Wort Misfits, das im Deutschen Außenseiter oder einfach Unangepasste bedeutet. Die Abkürzung rep steht für Republic bzw. Republik.
Auf der offiziellen Website der MSFTSrep, auf der sie ihre Arbeiten präsentieren, erklären sie:

“MSFTSrep is Nothing – That Has The Potential To Become Everything.”

„MSFTSrep ist Nichts – Das das Potential hat, Alles zu werden.“

Zudem betonen sie, dass MSFTSrep mehr ein Ausdruck, als eine Erklärung sei, und vor allem auf Bewusstsein und persönliches Wachstum, Freiheit und Kreativität gerichtet sei. Jeder sei ein Misfit.
Jaden Smith veröffentlichte dazu ein Video auf der Videoplattform YouTube, in dem er das Denken von MSFTSrep zu erklären versucht.

## Diskografie

### Studioalben
| Jahr | Titel                   | Höchstplatzierung, Gesamtwochen, AuszeichnungChartplatzierungen (Jahr, Titel, Platzierungen, Wochen, Auszeichnungen, Anmerkungen) | Höchstplatzierung, Gesamtwochen, AuszeichnungChartplatzierungen (Jahr, Titel, Platzierungen, Wochen, Auszeichnungen, Anmerkungen) | Höchstplatzierung, Gesamtwochen, AuszeichnungChartplatzierungen (Jahr, Titel, Platzierungen, Wochen, Auszeichnungen, Anmerkungen) | Anmerkungen                             |
| Jahr | Titel                   | CH | UK | US | Anmerkungen                             |
| ---- | ----------------------- | --- | --- | --- | --------------------------------------- |
| 2017 | Syre                    | — | UK85 (1 Wo.)UK | US24 Gold · (16 Wo.)US | Erstveröffentlichung: 17. November 2017 |
| 2019 | Erys                    | CH62 (1 Wo.)CH | UK62 (1 Wo.)UK | US12 (3 Wo.)US | Erstveröffentlichung: 5. Juli 2019      |
| 2020 | CTV3 (Cool Tape, Vol.3) | — | — | US44 (1 Wo.)US | Erstveröffentlichung: 28. August 2020   |

### Mixtapes
| Jahr | Titel                               | Höchstplatzierung, Gesamtwochen, AuszeichnungChartplatzierungen (Jahr, Titel, Platzierungen, Wochen, Auszeichnungen, Anmerkungen) | Höchstplatzierung, Gesamtwochen, AuszeichnungChartplatzierungen (Jahr, Titel, Platzierungen, Wochen, Auszeichnungen, Anmerkungen) | Höchstplatzierung, Gesamtwochen, AuszeichnungChartplatzierungen (Jahr, Titel, Platzierungen, Wochen, Auszeichnungen, Anmerkungen) | Anmerkungen                             |
| Jahr | Titel                               | CH | UK | US | Anmerkungen                             |
| ---- | ----------------------------------- | --- | --- | --- | --------------------------------------- |
| 2018 | The Sunset Tapes: A Cool Tape Story | — | — | US117 (2 Wo.)US | Erstveröffentlichung: 17. November 2018 |

Weitere Mixtapes
- 2012: The Cool Cafe: Cool Tape Vol. 1
- 2014: Cool Tape Vol. 2
- 2020: CTV3: Cool Tape Vol. 3

### EPs
- 2014: Prakruti (prod. Téo)[27]
- 2015: This Is The Album (prod. Daniel D’Artiste)
- 2018: Syre: The Electric Album

### Singles
- 2010: Never Say Never (mit Justin Bieber; UK: Gold, US: ×5Fünffachplatin )
- 2012: Flame (Just Cuz)
- 2012: Give It To Em[28]
- 2012: Gonzoes[29]
- 2012: Shakespeare[30]
- 2012: Starry Room[31]
- 2012: Love me like you do (Remix) (feat. Justin Bieber)[32]
- 2012: Higher Up (feat. Kid Cudi)[33]
- 2013: Kite (feat. Willow Smith)[34]
- 2013: MSFTS Anthem 2[35]
- 2014: Blue Ocean V19[36]
- 2014: Trophy V6[37]
- 2014: Fast[38]
- 2014: Jetskis[39]
- 2014: Melancholy (feat. Willow Smith)[40]
- 2015: Passionate V3[41]
- 2015: Beast Mode (feat. Ta-ku)[42]
- 2015: Pleiadian Message (feat. Téo)[43]
- 2015: Scarface[44]
- 2015: Offering[45]
- 2016: Fallen[46]
- 2017: Batman[47]
- 2017: Watch Me
- 2017: Icon (UK: Silber, US: ×2Doppelplatin )
- 2017: Falcon (feat. Raury)
- 2018: Ghost
- 2018: Back On My Sh*t
- 2018: Goku
- 2019: Erys Is Coming
- 2019: Summertime in Paris (feat. Willow, US: Gold)
- 2020: Cabin Fever
- 2021: Bye
- 2021: Rainbow Bap

Gastbeiträge
- 2013: The Worst (Remix) (Jhené Aiko feat. Jaden Smith)
- 2018: Just Slide (Harry Hudson feat. Jaden)

## Auszeichnungen für Musikverkäufe
| Goldene Schallplatte - Brasilien - 2024: für die Single Summertime in Paris - 2024: für das Lied I’m Ready - 2024: für das Lied Boys and Girls - 2024: für das Lied SOHO - Kanada - 2018: für die Single Icon - 2019: für die Single Sin - Neuseeland - 2010: für die Single Never Say Never - 2020: für das Album Syre - Portugal - 2022: für die Single Icon - Vereinigte Staaten - 2023: für das Lied Sin - 2023: für das Lied Pothole | Platin-Schallplatte - Brasilien - 2024: für die Single Icon - Dänemark - 2025: für die Single Never Say Never - Kanada - 2015: für die Single Never Say Never - Neuseeland - 2020: für die Single Icon 3× Platin-Schallplatte - Australien - 2024: für die Single Never Say Never 2× Diamantene Schallplatte - Brasilien - 2024: für die Single Never Say Never |

Anmerkung: Auszeichnungen in Ländern aus den Charttabellen bzw. Chartboxen sind in ebendiesen zu finden.
| Land/RegionAuszeichnungen für Musikverkäufe (Land/Region, Auszeichnungen, Verkäufe, Quellen) | Silber  | Gold       | Platin       | Diamant     | Verkäufe  | Quellen                   |
| -------------------------------------------------------------------------------------------- | ------- | ---------- | ------------ | ----------- | --------- | ------------------------- |
| Australien (ARIA)                                                                            | —       | —          | 3× Platin3   | —           | 210.000   | aria.com.au               |
| Brasilien (PMB)                                                                              | —       | 4× Gold4   | Platin1      | 2× Diamant2 | 620.000   | pro-musicabr.org.br       |
| Dänemark (IFPI)                                                                              | —       | —          | Platin1      | —           | 90.000    | ifpi.dk                   |
| Kanada (MC)                                                                                  | —       | 2× Gold2   | Platin1      | —           | 160.000   | musiccanada.com           |
| Neuseeland (RMNZ)                                                                            | —       | 2× Gold2   | Platin1      | —           | 45.000    | radioscope.net.nz NZ2 NZ3 |
| Norwegen (IFPI)                                                                              | —       | Gold1      | —            | —           | 30.000    | ifpi.no                   |
| Portugal (AFP)                                                                               | —       | Gold1      | —            | —           | 5.000     | Einzelnachweise           |
| Vereinigte Staaten (RIAA)                                                                    | —       | 4× Gold4   | 7× Platin7   | —           | 9.000.000 | riaa.com                  |
| Vereinigtes Königreich (BPI)                                                                 | Silber1 | Gold1      | —            | —           | 600.000   | bpi.co.uk                 |
| Insgesamt                                                                                    | Silber1 | 15× Gold15 | 14× Platin14 | 2× Diamant2 |           |                           |

## Filmografie (Auswahl)
- 2003–2004: All of Us (Fernsehserie, 6 Folgen)
- 2006: Das Streben nach Glück (The Pursuit of Happyness)
- 2008: Der Tag, an dem die Erde stillstand (The Day the Earth Stood Still)
- 2008: Hotel Zack & Cody (The Suite Life of Zack and Cody, Fernsehserie, Folge 3x18 Nachhilfe für Herzensbrecher)
- 2010: Karate Kid
- 2011: Justin Bieber: Never Say Never
- 2013: After Earth
- 2016–2017: The Get Down (Fernsehserie, 11 Folgen)
- 2018: Skate Kitchen
- 2020: Impractical Jokers: The Movie (Cameo)
- 2020: Life in a Year
- 2021: A Man Named Scott

## Nominierungen und Auszeichnungen
- 2007: MTV Movie Award für Das Streben nach Glück
- 2007: Nominiert für den Broadcast Film Critics Association Award für Das Streben nach Glück
- 2010: ShoWest Breakthrough Male Star of the Year Award für Karate Kid
- 2010: red! Star-Award für Coolstes VIP-Kid
- 2011: Young Artist Award für Karate Kid
- 2012: Nickelodeon Kids Choice Awards
- 2014: Goldene Himbeere als „schlechtester Schauspieler“ für After Earth
- 2014: Goldene Himbeere als „schlechtestes Leinwandpaar“ (zusammen mit Will Smith) für After Earth